# Gastone Calabresi
Gastone Calabresi (* 6. April 1886 in Ferrara, Emilia-Romagna; † 19. Juni 1916 ebenda) war ein italienischer Turner.

## Karriere
Amedeo Marchi nahm an den Olympischen Spielen 1908 in London teil. Er belegte mit dem italienischen Team im Mannschaftsmehrkampf den sechsten Platz.